# Подводная одиссея
«Подводная одиссея» (англ. seaQuest DSV) — американский научно-фантастический телесериал о приключениях подводной лодки «Сиквест». В финальном сезоне переименован в «seaQuest 2032». Сериал был закрыт посреди третьего сезона из-за падения рейтингов.

## Сюжет
Освоение океана и его колонизация к середине XXI века уже была завершена и даже в самых, казалось бы, неприступных местах образовались заводы и предприятия. Как и в обычном мире, с развитием социальных отношений начался и рост преступности в глубинах океана. В связи с этим создаётся организация Объединённых Океанов Земли, на вооружении которой и находится экспериментальная боевая субмарина «Сиквест». По решению командования Организации Объединённых Океанов, капитаном «Сиквеста» должен стать Натан Бриджер.
После смерти жены Натан отдалился от людей на необитаемом острове, где проводит свои дни в компании с дрессированным дельфином Дарвином. Однако после долгих переговоров и веских аргументов командования Натан всё же принимает командование лодкой и становится капитаном интернационального экипажа, в состав которого входят не только военные офицеры, но и учёные-исследователи, призванные изучать морское дно и другие, ещё неизученные вещи, с которыми может столкнуться экипаж в своих приключениях.

## В ролях

#### Сезон 1
- Рой Шайдер — капитан Натан Бриджер (47 эпизодов) — главный герой первых двух сезонов
- Стэйси Хайдук — Кэтрин Хитчкок
- Дон Франклин — Коммандер Джонатан Форд (56 эпизодов)
- Джонатан Брэндис — Лукас Воленчак (57 эпизодов)
- Джон Д'Акуино — лейтенант Бенджамин Криг
- Ройс Эпплгейт — шеф Мэнилоу Крокер
- Тед Рэйми — лейтенант Тим О'Нил
- Марко Санчес — Мигель Ортиз (40 эпизодов)
- Стефани Бичем — доктор Кристин Вестфален
- Фрэнк Уэлкер — голос дельфина Дарвина

#### Сезон 2
- Розалинд Аллен — доктор Уэнди Смит
- Майкл Делуиз — Энтони Пикколо (33 эпизода)
- Питер Делуиз — Дэгвуд (31 эпизод)
- Кэти Эвисон — лейтенант Лонни Хендерсон (32 эпизода)
- Эдвард Керр — лейтенант Джеймс Броди

#### Сезон 3
- Майкл Айронсайд — капитан Оливер Хадсон (13 эпизодов), главный герой 3 сезона
- Элиз Нил — лейтенант Дж. Дж. Фредрикс

В сериале также появлялись такие актёры, как Тимоти Омандсон, Майкл Йорк, Джонатан Бэнкс, Роско Ли Браун, Денис Арндт, Дэн Хильдебранд, Джеймс Шигета, Сэм Дженкинс, Карен Фрэкшн и Марк Хэмилл.

## Серии
Эпизоды отмечены датами трансляции в США.
Некоторые эпизоды этого сериала были показаны не в порядке производства, в результате чего нарушилась хронологическая последовательность. Например, эпизод «The stinger» показывает адмирала Нойса в качестве генерального секретаря UEO, хотя эту должность он получает в эпизоде «The last lap at luxury». Точно так же эпизод «Blindsided» (во втором сезоне) показывает seaQuest все ещё на Земле, несмотря на то, что его забрали на Гиперион и разрушили в эпизоде «Splashdown». Ко всему прочему, эпизод «Brainlock» (в третьем сезоне) показывает лейтенанта Броуди всё ещё живым, хотя он умер в «Spindrift». Кроме того, борода Капитана Бриджера исчезает после «And everything nice» (второй сезон), но вновь появляется в «Watergate», после чего снова исчезает на всём протяжении остальной части второго сезона.
Сезон 1
- To be or not to be — Быть или не быть [12.09.1993]
- 01 The Devil’s window — Окно Дьявола [19.09.1993]
- 02 Treasure of the mind — Сокровище Разума [26.09.1993]
- 03 Games — Игры [03.10.1993]
- 04 Treasures of the Tonga trench — Сокровища Впадины Тонга [09.10.1993]
- 05 Brothers and sisters — Братья и Сестры [17.10.1993]
- 06 Give me liberty — Дай мне Свободу [24.10.1993]
- 07 Knight of shadows — Рыцарь Теней [31.10.1993]
- 08 Bad water — Плохая Вода [07.11.1993]
- 09 The Regulator — Регулятор [21.11.1993]
- 10 Sea west — Морской Запад [28.11.1993]
- 11 Photon bullet — Фотонная пуля [19.12.1993]
- 12 Better than martians — Лучше Марсиан [02.01.1994]
- 13 Nothing but the truth — Ничего кроме правды [09.01.1994]
- 14 Greed for a pirate’s dream — Алчная мечта пирата [16.01.1994]
- 15 Whale song — Песнь кита [06.02.1994]
- 16 The stinger — Жало [20.02.1994]
- 17 Hide and seek — Игра в прятки [27.02.1994]
- 18 The last lap at luxury — Последний шаг к богатству [20.03.1994]
- 19 Abalon — Абалон [01.05.1994]
- 20 Such great patience — Такое великое терпение [08.05.1994]
- 21 The Good Death — Хорошая смерть [15.05.1994]
- 22 Higher Power/An ocean on fire — Энергия/Океан в огне [22.05.1994]

Правильный порядок эпизодов 1-го сезона:
1. To be or not to be (Быть или не быть)
2. Games (Игры)
3. Give me liberty (Дайте мне свободу)
4. The Devil’s window (Окно дьявола)
5. Treasure of the mind (Сокровище ума)
6. Treasures of the Tonga trench (Сокровища траншеи Тонга)
7. Brothers and sisters (Братья и сёстры)
8. Knight of shadows (Рыцарь теней)
9. Bad water (Плохая вода)
10. The Regulator (Регулятор)
11. Sea west (Подводный дикий запад)
12. Photon bullet (Фотонная пуля)
13. Nothing but the truth (Только правда)
14. Better than martians (Лучше, чем марсиане)
15. Greed for a pirate’s dream (Мечта пирата)
16. Whale song (Песня кита)
17. The last lap at luxury (Потерянная роскошь)
18. Hide and seek (Игра в прятки)
19. The stinger (Стингер)
20. Abalon (Абалон)
21. Such great patience (Такое большое терпение)
22. The Good Death (Хорошая Смерть)
23. Higher Power/An ocean on fire (Энергия/Океан в огне)

Сезон 2
- 01 — Daggers: Part 1 — Деггеры часть 1 [18.09.1994]
- 02 — Daggers: Part 2 — Деггеры часть 2 [18.09.1994]
- 03 — The Fear That Follows — Страх — это следствие [25.09.1994]
- 04 — Sympathy for the Deep — Глубокая симпатия [02.10.1994]
- 05 — Vapors — Пары [09.10.1994]
- 06 — Playtime — Перемена [23.10.1994]
- 07 — The Sincerest Form of Flattery — Самая искренняя форма лести [13.11.1994]
- 08 — By Any Other Name — Под другим именем [20.11.1994]
- 09 — When We Dead Awaken — Когда мы мёртвых пробуждаем [27.11.1994]
- 10 — Special Delivery — Специальная поставка [11.12.1994]
- 11 — Dead End — Тупик [18.12.1994]
- 12 — Meltdown — Таяние [08.01.1995]
- 13 — Lostland — Потерянная земля [15.01.1995]
- 14 — And Everything Nice — За все хорошее [22.01.1995]
- 15 — Dream Weaver — Ткач Мечты [19.02.1995]
- 16 — Alone — Один [26.02.1995]
- 17 — Watergate — Водные врата [05.03.1995]
- 18 — Something in the Air — Что-то в воздухе [19.03.1995]
- 19 — Dagger Redux — Возвращение Деггера [02.04.1995]
- 20 — The Siamese Dream — Сиамские сны [30.04.1995]
- 21 — Splashdown — Приводнение [21.05.1995]
- 22 — Blindsided — Огорошенный [13.09.1995]

Правильный порядок эпизодов 2-го сезона:
1. Daggers (Деггеры)
2. The fear that follows (Страх — это следствие)
3. Sympathy for the deep (Глубокая симпатия)
4. Vapors (Пары)
5. Playtime (Перемена)
6. The sincerest form of flattery (Самая искренняя форма лести)
7. By any other name (Под другим именем)
8. When we dead awaken (Когда мы, мёртвые, пробуждаемся)
9. Special delivery (Специальная поставка)
10. Dead end (Тупик)
11. Meltdown (Таяние)
12. Lost land (Потерянная земля)
13. And everything nice (За все хорошее)
14. Watergate (Водные врата)
15. Dream weaver (Ткач Мечты)
16. Alone (Один)
17. Something in the air (Что-то в воздухе)
18. Dagger redux (Возвращение Деггера)
19. The siamese dream (Сиамские сны)
20. Blindsided (Огорошенный)
21. Splashdown (Приводнение)

Сезон 3
- 01 — Brave New World — Дивный Новый Мир [20.09.1995]
- 02 — In the Company of Ice and Profit — В компании Льда и Прибыли [27.09.1995]
- 03 — Smoke on the Water — Дым на Воде [11.10.1995]
- 04 — Destination Terminal — Терминал Назначения [18.10.1995]
- 05 — Chains of Command — Подчиненности [01.11.1995]
- 06 — Spindrift — Пена [08.11.1995]
- 07 — Equilibrium — Равновесие [15.11.1995]
- 08 — Resurrection — Воскресение [06.12.1995]
- 09 — Good Soldiers — Хорошие Солдаты [20.12.1995]
- 10 — Second Chance — Второй Шанс [27.12.1995]
- 11 — Brainlock — Мозговой Стопор [12.01.1996]
- 12 — Reunion — Воссоединение [28.01.1996]
- 13 — Weapons of War — Оружие Войны [09.06.1996]

Не показанные эпизоды 3-го сезона
- 14 — Друзья на Высоких Местах
- 15 — На Место, Называемое Армагеддон
- 16 — По Стопам Отца
- 17 — Глубины Коварства
- 18 — О Лице
- 19 — Горизонт Экипажа
- 20 — Хранилище

1. ↑  Cinematographer // Stephen McNutt - IMDb